# Rhipsalis campos-portoana
Rhipsalis campos-portoana är en kaktusväxtart som beskrevs av Johan Albert o Constantin Loefgren. Rhipsalis campos-portoana ingår i släktet Rhipsalis och familjen kaktusväxter. Inga underarter finns listade i Catalogue of Life.

## Bildgalleri

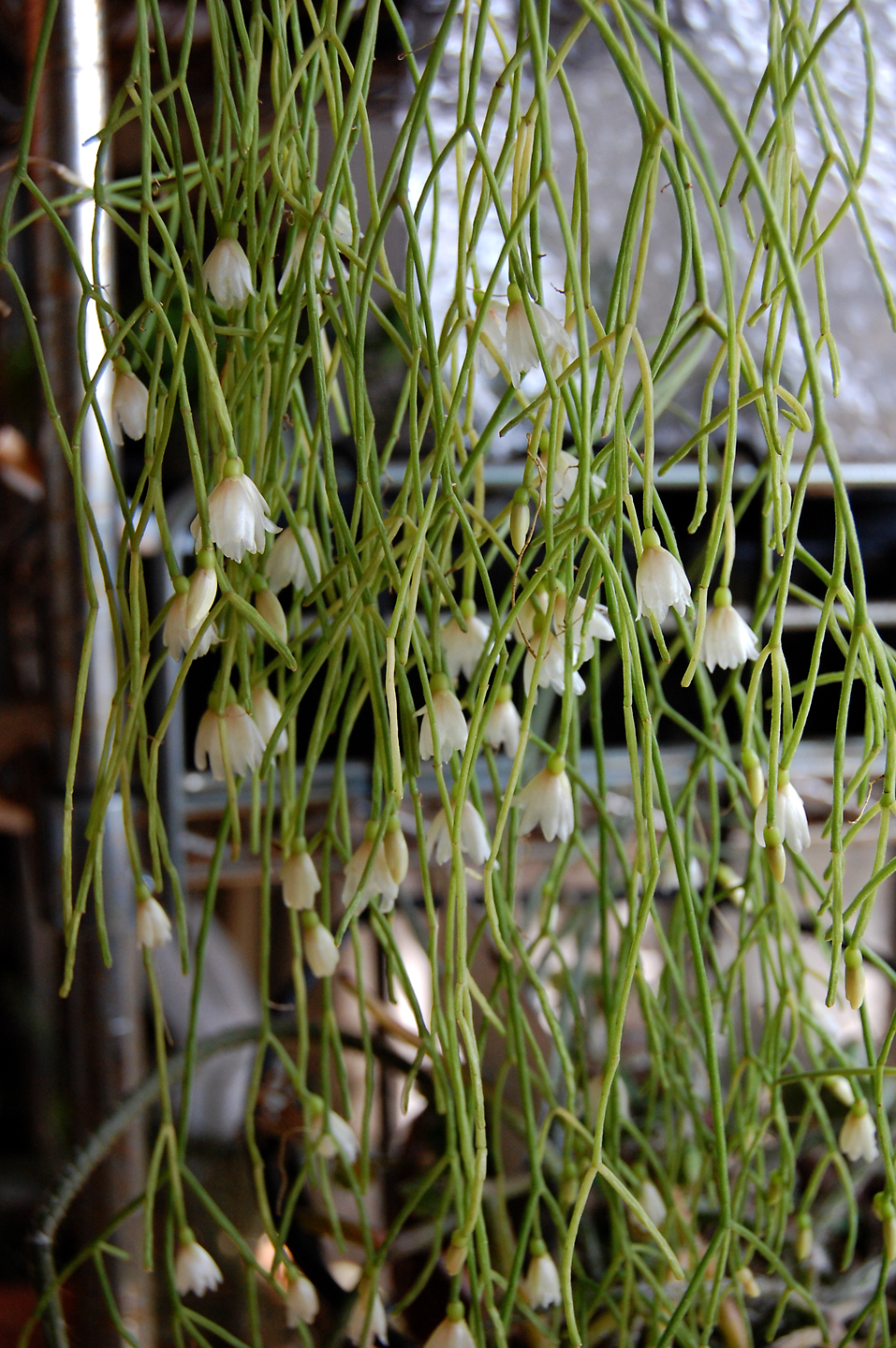
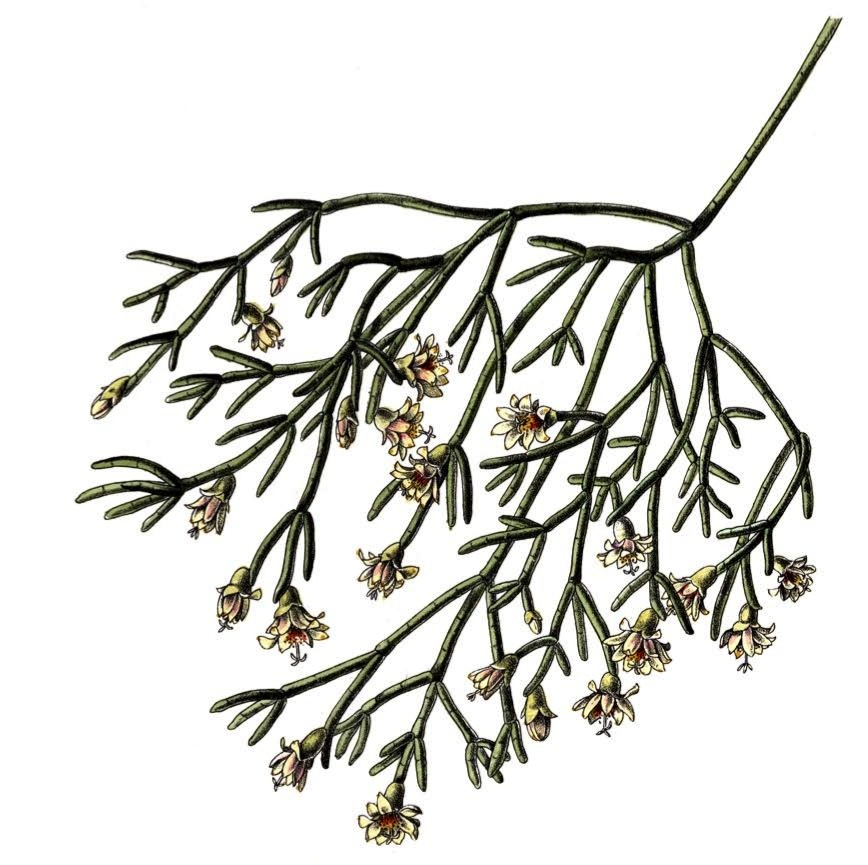